# 門博文
門博文（1965年8月18日—），日本政治人物，自由民主黨黨員。

## 經歷
出生於和歌山縣伊都郡葛城町。曾就讀於葛城町笠田中學、和歌山縣立笠田高中、和歌山大學經濟學院經營學部，之後加入松下興產。2006年起出任松下興產開發的酒店及度假村管理公司Royal Pines的總裁。
2011年，被任命為自民黨和歌山縣第一選區分部代表。雖然以300票之差輸給了民主黨候選人岸本周平，但他在近畿比例代表區復活，並首次當選。
2014年第47屆眾議院總選舉中，再次以7803票之差輸給岸本周平，並再度於近畿比例代表區中復活當選。
2016年，他被任命為自民黨部落問題小組委員會秘書長。12月9日，其參與推動的《部落民歧視消除促進法》在參議院全體會議上獲得通過並頒布。
2017年第48屆眾議院大選中，第3次輸給岸本周平，但再度於近畿比例代表區復活當選。
2019年9月13日，在第四次安倍內閣第二次改組中被任命為國土交通省政務次官，主管航空、港口、城市、住宅等業務。
2021年第49屆眾議院大選中，第四次輸給岸本周平後，失去議員席位。
2023年，岸本周平辭職準備和歌山縣知事選舉後，參加議員補選，但輸給日本維新会的候選人林佑美，第五次在單一選區落敗。